# Der Thurm zu Babel

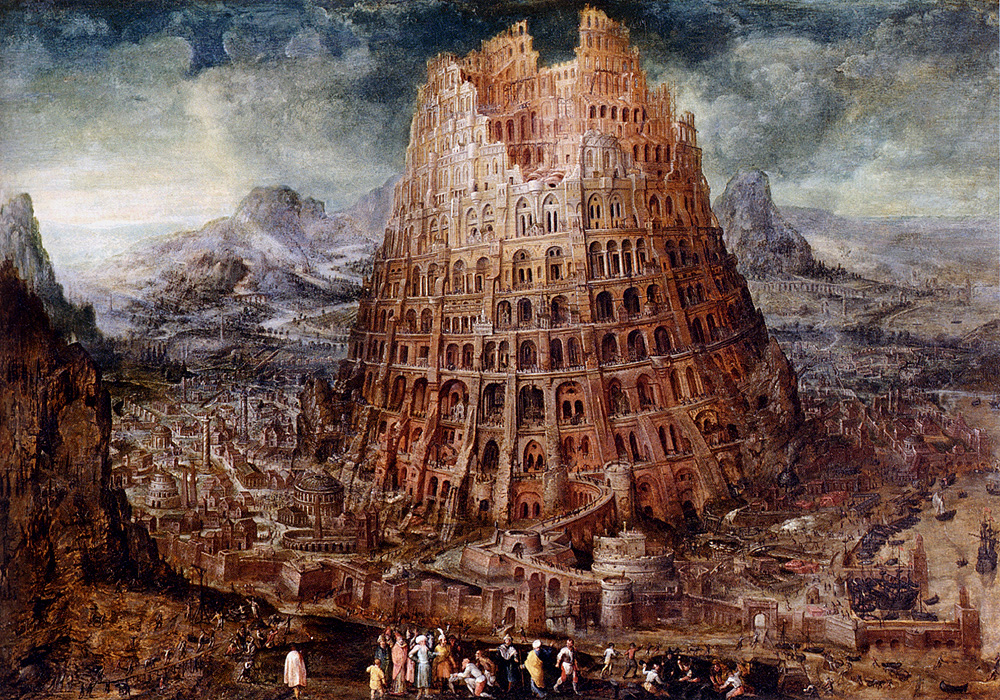
La Torre de Babel per Marten van Valckenborch (c. 1600)

Der Thurm zu Babel (La Torre de Babel) és una òpera sacra en un acte d'Anton Rubinstein sobre un llibret de Julius Rosenberg, basat en la història al Llibre de Genesis, capítol II. L'òpera va ser escrita el 1869 i es va estrenar a Königsberg el 9 de febrer de 1870.

## Origen i context
El terme òpera sacra (geistliche Oper en alemany) va ser inventat per Rubinstein per designar obres escenificades amb "ús de cors polifònicsi un estil sobri i edificant confiant en la 'declamació exaltada'." Rubinstein va compondre tres altres obres d'aquest tipus (Sulamith,
Moses i Christus). Una cinquena òpera sagrada, Cain, va quedar incompleta a la seva mort.
El compositor havia esperat una estrena a Berlín, però es va haver de consolar amb una segona producció de l'obra a Viena el 20 de febrer de 1870, (dirigida per Johannes Brahms), després de la qual Rubinstein el va escriure per dir-li que 'havia actuat brillantment i amb molt bona rebuda pel públic.' La primera actuació de l'òpera a Amèrica fou el maig de 1881 a Nova York, dirigida per Leopold Damrosch.
La destrucció de la Torre a Der Thurm zu Babel és imaginativament realitzada per passatges discordants en l'orquestra i amb el cor que comença a cantar en tres llengües diferents. Una actuació dura aproximadament 45 minuts.

## Personatges
| Rol                                                        | Tipus de veu       | Repartiment estrena, 1870 |
| ---------------------------------------------------------- | ------------------ | ------------------------- |
| Nimrod                                                     | baix               |                           |
| Abraham                                                    | tenor              |                           |
| Constructor mestre                                         | baríton            |                           |
| Quatre àngels                                              | Les veus dels nens |                           |
| Cor: Shemites, Hamites, Japhetites, dimonis, multitud etc. |                    |                           |